# Veľké Ozorovce
Veľké Ozorovce és un poble i municipi d'Eslovàquia. Es troba a la regió de Košice, a l'est del país.

## Història
La primera referència escrita de la vila data del 1304.

## Demografia
| Godina             | 1994 | 2004    | 2014   | 2024   |
| ------------------ | ---- | ------- | ------ | ------ |
| Nombre de persones | 587  | 715     | 758    | 731    |
| Diferència         |      | +21,80% | +6,01% | −3,56% |

| Godina             | 2023 | 2024   |
| ------------------ | ---- | ------ |
| Nombre de persones | 736  | 731    |
| Diferència         |      | −0,67% |